# Ericson Cernawsky Igual
Ericson Cernawsky Igual (Santo André, 29 de maio de 1969)  é um espeleólogo fundador do Grupo Pierre Martin de Espeleologia (GPME) e observador de aves brasileiro.

## Biografia
Sócio fundador do GPME (Grupo Pierre Martin de Espeleologia), em 19 de Março de 1987. Participou até 1994, retornando ao quadro de sócios em 2003. Já ocupou inúmeros cargos diretivos, atualmente ocupa o cargo de Secretário (Gestão 2019-2021).
Ocupou o cargo de Diretor 2° Secretário da SBE (Sociedade Brasileira de Espeleologia) na gestão 1989 - 1991.
Participou em 1994 da fundação da União Paulista de Espeleologia, ocupando o cargo de vice-presidente da primeira gestão entre 1994 e 1996.
Em 2004 participou da fundação da Redespeleo Brasil, ocupando entre 2008 e 2009 o cargo de 1° Conselheiro.
Em 28 de Janeiro de 2014, através da Resolução SMA nº 07, foi designado suplente ao Conselho do Patrimônio Espeleológico do Estado de São Paulo, criado pela Resolução SMA nº 87, de 16 de setembro de 2013, representando o Grupo Pierre Martin de Espeleologia.
Participou conjuntamente com a Doutora Eleonora Trajano e Doutor Maurício de Alcântara Marinho, na criação da primeira AICOM (Área Importante para a Conservação de Morcegos) do Brasil, AICOM Alto Ribeira e Alto Paranapanema (A-BR-001), certificada em 17 de Fevereiro de 2015 pela RELCOM (Red Latinoamericana para la Conservación de los Murciélagos) em colaboração ao PCMBr (Programa para a Conservação dos Morcegos Brasileiros).

## Homenagem
Loxosceles ericsoni - Espécie de aracnídeo pertencente ao gênero Loxosceles, denominada pela contribuição de Ericson Cernawsky Igual à espeleologia brasileira e seu compromisso com a conservação de cavernas.

## Produções bibliográficas
JESUS, J. F. M. ; IGUAL, E. C. ; FERNANDES, M. A. ; BUCK, P. V. ; CORREA, A. J. S. . Estudos tafonômicos em cavernas do Município de Iramaia, Bahia.. In: 67ª Reunião Anual da SBPC, 2015, São Carlos. Anais da 67ª Reunião Anual da SBPC.